# Nuphar microphylla
Espèce
Nuphar microphylla, le Petit nénuphar jaune, est une espèce de plantes à fleurs de la famille des Nymphaeaceae. C'est une plante aquatique trouvée en Amérique du Nord.